# Gilbert Arenas
Gilbert Jay Arenas (Tampa, Florida, 6 de gener de 1982) és un jugador de bàsquet estatunidenc retirat, que va jugar a l'NBA. Mesura 1,91 metres i pesa 87 kg, la seva posició natural és la de base i duu a l'esquena el número 1.
Seleccionat pels Golden State Warriors en la 2a posició de la 2a ronda en el Draft de 2001 procedent d'Arizona, on va jugar fins al 2003, quan va ser contractat sent agent lliure, rebutjant una oferta dels Golden State Warriors i posteriorment una de los Angeles Clippers, pels Washington Wizards.
Arenas va ser el quart jugador en mitjana de punts la temporada 2005-2006 amb 29,3 punts per partit, liderant els Washington Wizards al setè joc de la primera ronda enfront de LeBron James i els Cavaliers. Comença la seva sisena temporada en la lliga en 2006-2007.